# Brassaiopsis castaneifolia
Brassaiopsis castaneifolia är en araliaväxtart som beskrevs av William Raymond Philipson. Brassaiopsis castaneifolia ingår i släktet Brassaiopsis och familjen Araliaceae. Inga underarter finns listade.